# Rajanagaram
Rajanagaram là một mandal thuộc huyện East Godavari, bang Andhra Pradesh, Ấn Độ. The village also forms a part of Godavari Urban Development Authority.